# Andalucía (F-72)
La Andalucía (F-72), es una fragata de la Armada Española de la Clase Baleares, que estuvo en servicio en la armada desde 1974 hasta 2005.

## Desarrollo del proyecto

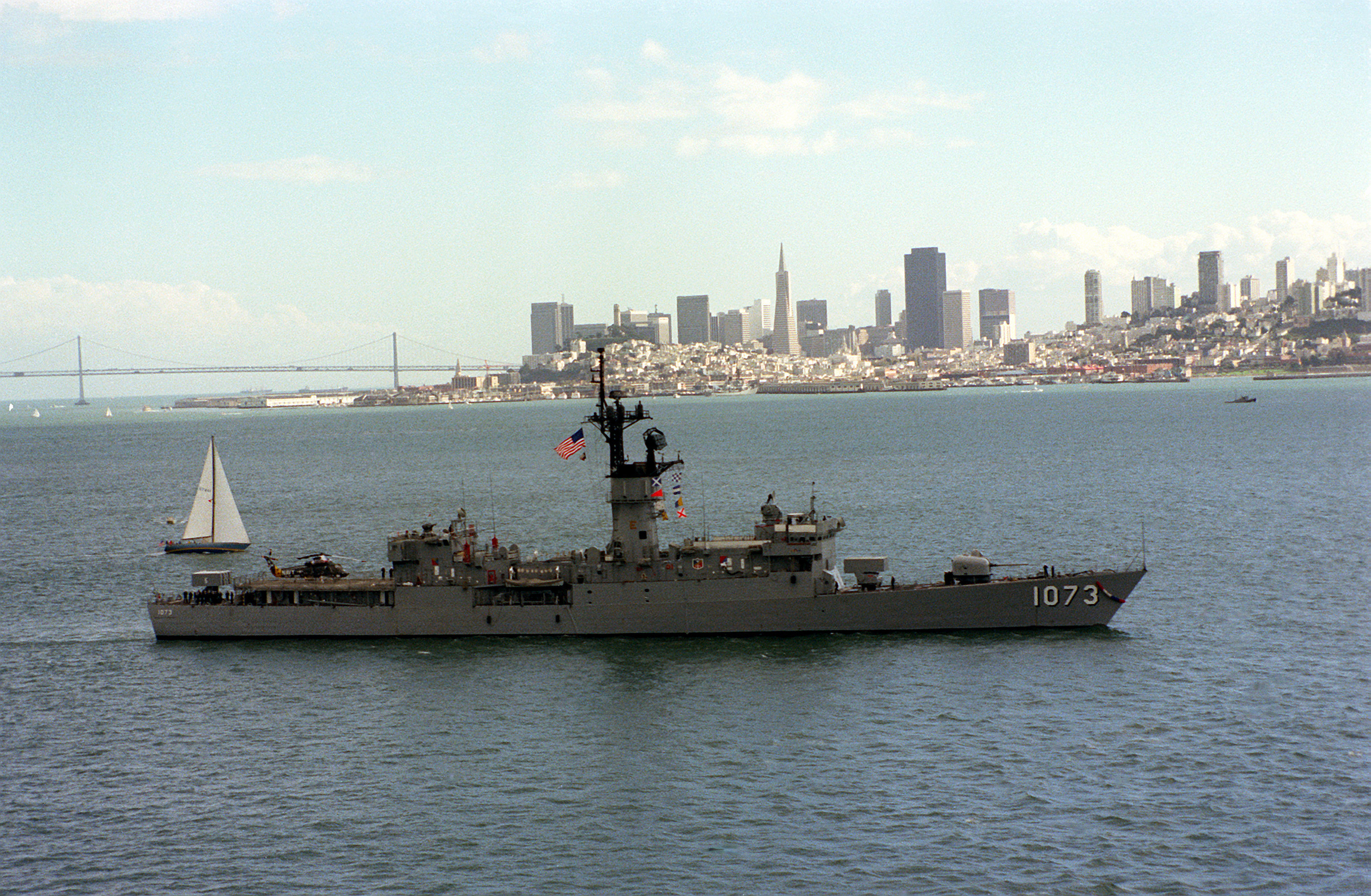
Una fragata estadounidense de la Clase Knox en la que se basó el diseño de la clase Baleares. El buque es el USS Robert E. Peary (FF-1073). Imagen de 1981.

A finales de los años 60, la Armada española dispuso por fin de unos presupuestos algo más desahogados, que le permitieron comenzar a planear la construcción de nuevos buques. A raíz de estas disposiciones, se redactó un Plan Naval, que, en su primera fase, preveía la construcción de los primeros escoltas lanzamisilies de la Armada.
Inicialmente, se pensó en buques de tecnología británica, en concreto de la clase Leander, siguiendo la tendencia establecida en los años 20 y 30 de construir en España buques de diseño inglés, adaptándolos a las necesidades de nuestra Armada. Sin embargo, el gobierno laborista de la época no veía con buenos ojos al régimen de Franco, por lo que vetó la operación.
En esta tesitura, la Armada volvió sus miras al otro lado del océano, estableciendo contactos con la US Navy para seleccionar un proyecto que permitiese la construcción de la nueva clase de escoltas.
Finalmente, se decidió utilizar como base del proyecto las fragatas antisubmarinas de la clase Knox. Sin embargo, los requerimientos españoles eran diferentes de los estadounidenses, ya que la Armada necesitaba un buque con capacidad multipropósito en vez de un buque puramente antisubmarino. Por esta razón, se decidió eliminar el hangar y reducir al mínimo la plataforma de vuelo para un helicóptero ligero de las Knox y situar en su lugar un lanzador de misiles antiaéreos de zona Standard SM-1 MR. También se decidió instalar montajes cuádruples de misiles antisuperficie Harpoon y se montó un radar tridimensional aéreo AN/SPS-52B, para aumentar la capacidad de detección de aeronaves.
Gracias a estas modificaciones, la Armada obtuvo a un coste moderado un buque con gran capacidad antiaérea, antisubmarina y antisuperficie, especialmente tras la modernización de finales de los años 80, en la cual se instalaron un par de montajes de defensa puntual Meroka y se mejoraron la electrónica y el sistema de combate. La única pega que se les pueda poner es la debilidad de su sistema de propulsión y la imposibilidad de operar con helicópteros, salvo los pequeños Hughes 369 ASW, los únicos de la Armada que podían operar en su reducida cubierta de vuelo, aunque al no contar con un hangar se trataba de aeronaves destacadas temporalmente desde otros buques, en especial el Dédalo (R-01).

## Historial

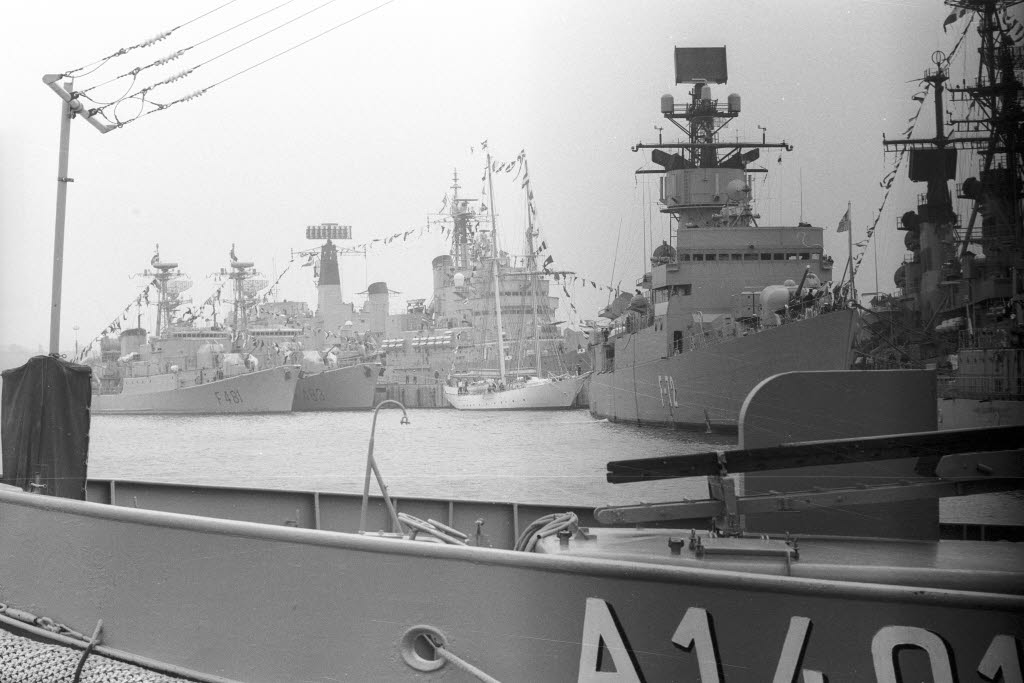
La fragata Andalucía (F-72) en Kiel (entonces Alemania Occidental, hoy es Alemania) junto a otros buques de combate en el año 1976.

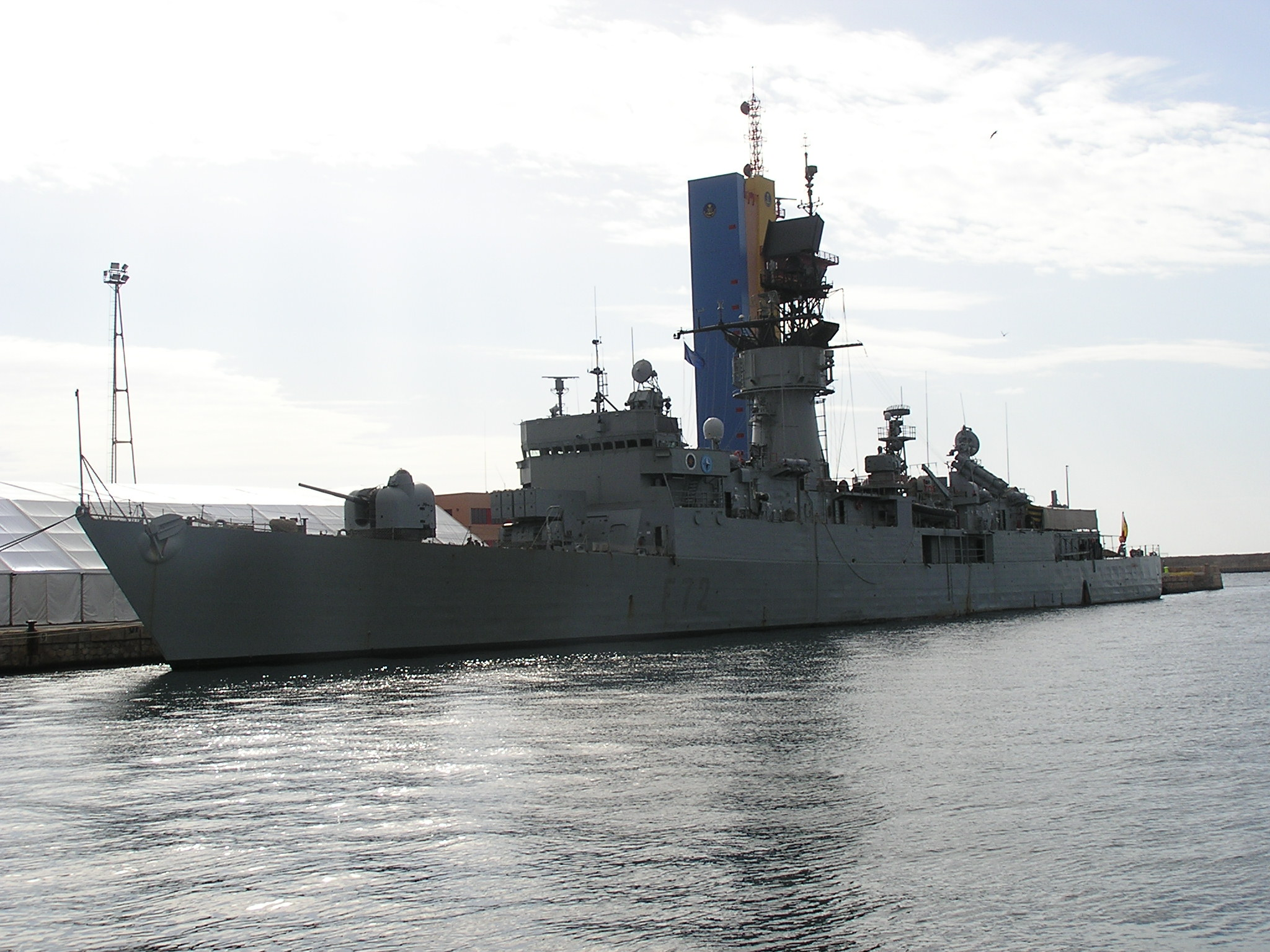
La fragata Andalucía (F-72) en Almería en el año 2004.

Tras entrar en servicio, consiguió en Guantánamo la calificación operativa más alta de la historia de aquel centro, 96 sobre 100, y 100% en el tiro de misiles con un impacto directo en Roosevelt Roads (Puerto Rico), Miguel Carpintero y Fernando Gallo fueron miembros de aquella primera tripulación que obtuvo el título de "All Time Record Holder"; y fue el primer buque español que se integró en una agrupación de la OTAN el 17 de mayo de 1990.
Durante su servicio en el bloqueo a la antigua Yugoslavia que se realizó, detuvo a varios buques para dar cumplimiento al bloqueo decretado por la ONU.
En julio de 1999, desapareció de a bordo un cabo en alta mar, del cual, se sospechó que pudiera haber sido asesinado.
En el año 2001, participó junto a los submarinos Tonina y Mistral y un avión P-3B Orión del ejército del aire en el ejercicio "Dogfish 2001" de lucha antisubmarina de la OTAN celebrado en el mar Jónico, al este de Sicilia.
Tras el derrame provocado por el petrolero Prestige, realizó labores de vigilancia y supervisión en la zona económica exclusiva española (200 millas) en la zona de Finisterre.
Tras 30 años de servicio, fue dada de baja en la Armada Española el 15 de diciembre de 2005 y hundida como blanco naval en aguas del archipiélago canario con fuego real (Sinex-08) como objetivo de unos ejercicios militares que se celebraron a finales de 2008.

### Buques de la clase
- Baleares (F-71)
- Cataluña (F-73)
- Asturias (F-74)
- Extremadura (F-75)

### Buques similares
- Clase Knox